# Жуланский сельсовет
Жуланский сельсовет — сельское поселение в Кочковском районе Новосибирской области Российской Федерации.
Административный центр — село Жуланка.

## История
Статус и границы сельского поселения установлены Законом Новосибирской области от 2 июня 2004 года № 200-ОЗ «О статусе и границах муниципальных образований Новосибирской области»

## Население
| 2002  | 2010  | 2012  | 2013  | 2014  | 2015  | 2016  |
| ----- | ----- | ----- | ----- | ----- | ----- | ----- |
| 1820  | ↘1570 | ↘1521 | ↘1504 | ↘1496 | ↘1493 | ↗1508 |
| 2017  | 2018  | 2019  | 2020  | 2021  |       |       |
| ↘1501 | ↘1471 | ↘1440 | ↘1387 | ↘1353 |       |       |

## Состав сельского поселения
| № | Населённый пункт | Тип населённого пункта       | Население |
| - | ---------------- | ---------------------------- | --------- |
| 1 | Жуланка          | село, административный центр | ↘1222     |
| 2 | Новый Вокзал     | посёлок                      | ↘14       |
| 3 | Республиканский  | посёлок                      | ↘334      |